# Fèlix Alabart i Vila
Fèlix Alabart i Vila (Barcelona, 30 de desembre de 1930 - Barcelona, 31 de desembre de 2015) fou un espeleòleg i fotògraf català. Va formar part del SES, CEC, UEC de Sants i CEV. Fou pioner en la fotografia subterrània, l'única a què es dedicava.

## Biografia
Fèlix va conèixer l'espeleologia quan en 1940 el seu pare el va portar a la cova de Santa Creu d'Olorda, a Sant Feliu de Llobregat. En 1948 comença a dedicar-se a la fotografia subterrània, juntament amb amics que l'ajudaven a realitzar les fotografies. En 1955 és fitxat al SES Puigmal al costat de Fernando Monreal per Emili Sabaté. En el SES va començar a explorar avencs i coves, sobretot pel massís del Garraf, on va es forma professionalment com a espeleòleg.
El seu gran salt a l'espeleologia més professional va ser gràcies a l'operació Turolensis, en 1961, on va ser fitxat pel Josep Subils per documentar l'expedició sencera de les Grutes de Cristall de Molins, anys després va realitzar una projecció de diapositives anomenada Projecció Graderes 1961.A partir d'aquest any les seves fotografies van començar a ser portades en revistes espeleològiques com les de l'Espeleo Club de Gràcia.
En acabar l'Operació Turolensis va començar a recórrer les coves de tot el país en l'Operació Espanya O.G. 68, al voltant de Burgos, on va passar 15 dies dins de la cova d'Ojo de Guareña i on va trobar diverses pintures rupestres que eren desconegudes.
A inicis de la dècada de 1970 va millorar els seus resultats fotogràfics gràcies a la implementació de noves eines creades per ell mateix, com el Flaix Felix que va inventar en 1967 i va millorar en 1970, i que funcionava des d'una bombeta fins amb dinou i va ser construït per Roger Sitgá, un amic de Fèlix. També va inventar un visor elèctric que emetia un feix de llum rectangular cobrint l'angle que la càmera captava en la pel·lícula.
En 1991 va rebre la medalla de "Forjadors de la Història Esportiva de Catalunya", per part de la Generalitat de Catalunya. En 1994 va publicar un manual de fotografia subterrània amb Iñaki Relanzón en espanyol: Fotografia del món subterrani, que va ser un èxit degut a l'absència de llibres sobre el tema, el llibre va ser traduït al català, i en 1998 al francès.
En 2008 va publicar un blog amb més de 40.000 fotografies de les diferents cavitats que va fotografiar al llarg de la seva vida. El 18 de setembre de 2010, després de 62 anys fotografiant cavitats, va decidir retirar-se per les limitacions que tenia en realitzar espeleologia amb la seva avançada edat. Després del seu retir professional va decidir exercir la fotografia en 3D fins a l'any 2013. El 30 de desembre de 2015 va morir a Barcelona.